# Happenstance
Happenstance je druhé album od americké heavy metalové kapely Fozzy. S tímto albem pokračují ve svém příběhu, ve kterém odcestovali na 20 let do Japonska kde byli superhvězdami a když se vrátili do Ameriky tak zjistili, že mnoho slavných umělců zkopírovalo jejich songy. Album obsahuje přezpívané verze kapel jako Iron Maiden, Judas Priest, Black Sabbath, W.A.S.P., Scorpions a Accept. Také obsahuje pět originálních songů od Fozzy.

## Příjem
Album mělo velmi malý komerční úspěch jelikož se ho prodalo ještě méně kopií než se podařilo jeho předchůdci. Podařilo se mu však dosáhnout 34. místa v žebříčku nejlepších nezávislých alb. Recenzent Allmusic, Bradley Torreano, dal albu 3 hvězdičky z 5 a chválil písně "To Kill a Stranger" a "Happenstance".

## Singly
1. "To Kill a Stranger"
2. "With the Fire"
3. "Crucify Yourself"
4. "Happenstance"

## Seznam skladeb
Všechny songy byly napsány a složeny Richem Wardem a Chrisem Jerichem, kromě těch zmíněných.
| Pořadí         | Název                                    | Délka |
| -------------- | ---------------------------------------- | ----- |
| 1.             | "Whitechapel 1888"                       | 1:00  |
| 2.             | "To Kill a Stranger"                     | 4:00  |
| 3.             | "Happenstance"                           | 5:01  |
| 4.             | "Freewheel Burning" (Judas Priest cover) | 4:48  |
| 5.             | "The Mob Rules" (Black Sabbath cover)    | 3:19  |
| 6.             | "Big City Nights" (Scorpions cover)      | 4:25  |
| 7.             | "Crucify Yourself"                       | 4:30  |
| 8.             | "L.O.V.E. Machine" (W.A.S.P. cover)      | 4:11  |
| 9.             | "Balls to the Wall" (Accept cover)       | 5:46  |
| 10.            | "With the Fire"                          | 4:44  |
| 11.            | "Where Eagles Dare" (Iron Maiden cover)  | 6:19  |
| Celková délka: | Celková délka:                           | 48:07 |